# Saltasaurus

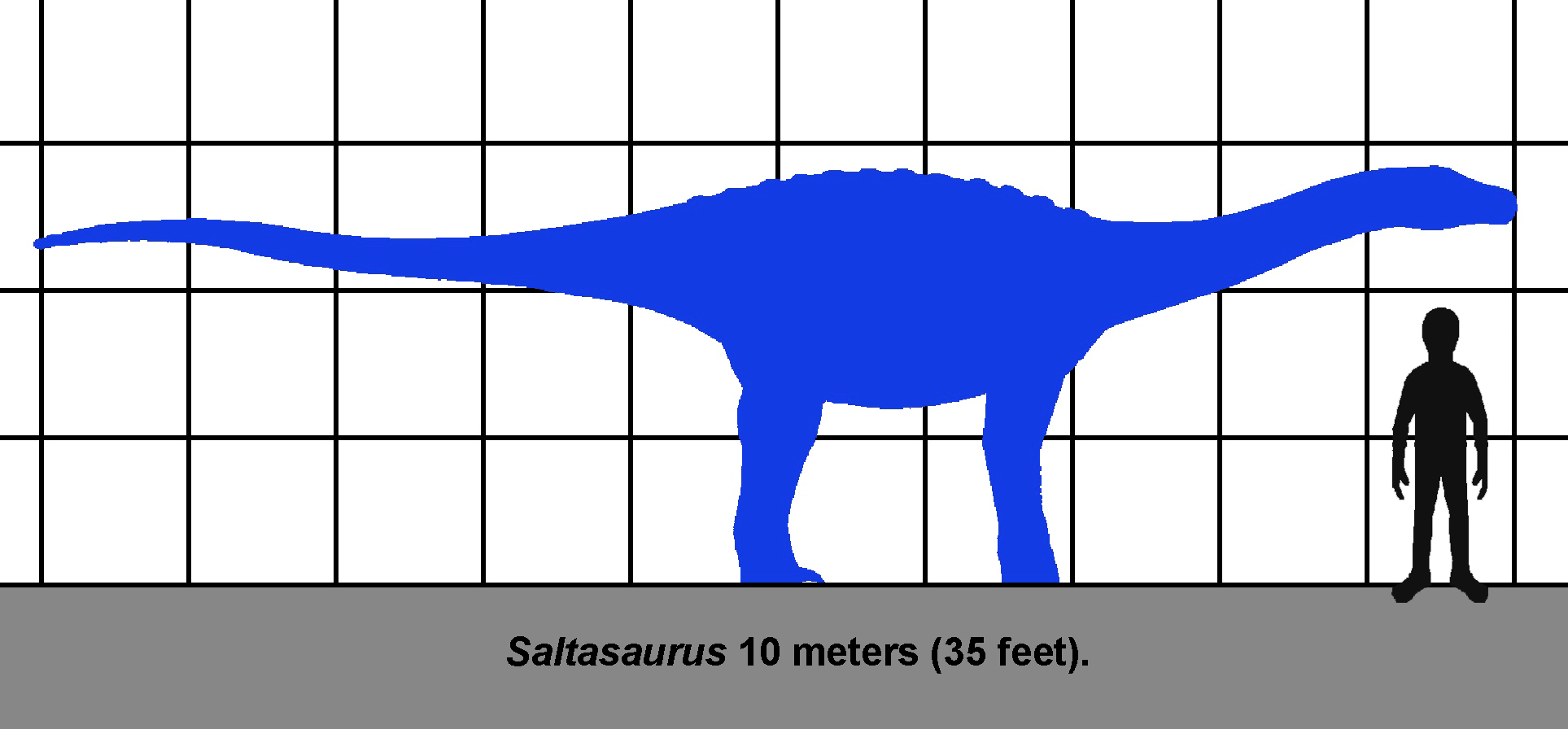
Saltasaurus im Größenvergleich mit einem Menschen

Saltasaurus ist eine Gattung sauropoder Dinosaurier aus der Gruppe der Titanosauria, die in der späten Oberkreide Südamerikas lebte. Die einzige anerkannte Art ist Saltasaurus loricatus.
Bisher sind Teile des Skeletts von mindestens fünf Individuen bekannt, einschließlich Schädel-, Wirbel- und Beinknochen. Diese Fossilien stammen aus den Schichten der Lecho-Formation der argentinischen Provinz Salta und können auf das späte Campanium bis frühe Maastrichtium datiert werden.
Saltasaurus zeigte eine Panzerung aus Osteodermen (Hautknochenplatten), die aus großen Platten und mosaikartigen Flächen aus kleinen Knöchelchen bestand. Er ist einer der abgeleitetsten (fortgeschrittensten) Titanosaurier und wird innerhalb der Unterfamilie Saltasaurinae und der Familie Saltasauridae eingeordnet.

## Merkmale
Mit einer Länge von zwölf Metern gehörte Saltasaurus zu den kleineren Sauropoden. Er war der erste Sauropode, bei dem Osteoderme zweifelsfrei nachgewiesen werden konnten. Diese Hautknochenplatten fanden sich in direkter Verbindung mit Überresten verschiedener Individuen. Es können zwei Typen von Osteodermen unterschieden werden: Der erste Typ ist durch ovale, dezimeter-große Platten gekennzeichnet, die teilweise mit Kämmen oder Stacheln versehen waren. Der zweite Typ, der „Mosaik-Typ“, ist in Form von mosaikartigen Oberflächen aus kleinen, etwa 10 Millimeter großen Knöchelchen präsent.
Das Skelett ist nur sehr lückenhaft überliefert. Verwandte Gattungen zeigen jedoch einen verglichen mit anderen Sauropoden kürzeren Schwanz, eine flexiblere Wirbelsäule sowie einen Schädel mit länglicher Schnauze und dünnen Zahnkronen, der jenen der Diplodociden ähnelt. Saltasaurus ist vermutlich einem ähnlichen Bauplan gefolgt. Die Vorder- und Hinterbeine von Saltasaurus und anderen Titanosauriern standen nicht senkrecht unter dem Körper, wie bei anderen Sauropoden, sondern waren etwas nach außen gebeugt. So war der nach außen gekantete Oberschenkelknochen bei Saltasaurus von vorne betrachtet mehr als doppelt so breit wie von der Seite betrachtet, was dem durch die weitere Beinstellung verstärkten Beugungsmoment entgegenwirkte.
Verschiedene anatomische Merkmale grenzen Saltasaurus von anderen Gattungen ab (Autapomorphien): So waren beispielsweise die vorderen Schwanzwirbel etwa doppelt so breit wie hoch. Die Rippen der vorderen Schwanzwirbel waren robust und an ihrem unteren Ende verdickt. Die vorderen und mittleren Halswirbel zeigen zudem einen Kamm an der Unterseite der Wirbelkörper.

## Paläobiologie
Ein großer Nistplatz von Titanosauriern, die Fundstelle Auca Mahuevo, wurde 1997 von Luis Chiappe und seinem Team in Patagonien entdeckt. Die rundlichen Eier enthielten vollständige fossile Embryonen mit Hautabdrücken. Zwar können diese Überreste bislang keiner bekannten Titanosaurier-Gattung zugeschrieben werden; die große Anzahl an Gelegen an einem einzigen Ort lässt jedoch darauf schließen, dass zumindest einige Titanosaurier große Nistkolonien gebildet haben.

## Systematik
Saltasaurus wird innerhalb der Titanosauria oft innerhalb einer Saltasauridae genannten Familie eingeordnet. Innerhalb dieser Familie werden oft die beiden Unterfamilien Opisthocoelicaudiinae (v. a. Opisthocoelicaudia und Alamosaurus) und Saltasaurinae (v. a. Saltasaurus, Neuquensaurus und Rocasaurus) geführt. Während die Verwandtschaftsverhältnisse innerhalb der Titanosauria bis heute stark umstritten sind, wird von praktisch allen Studien übereinstimmend angegeben, dass Saltasaurus die abgeleitetste oder eine der abgeleitetsten (am meisten fortgeschrittenen) Titanosaurier-Gattungen ist.

## Funde, Forschungsgeschichte und Namensgebung
Saltasaurus wurde 1980 von José Bonaparte und Jaime Powell mit der Typusart Saltasaurus loricatus erstmals wissenschaftlich beschrieben. Der Name Saltasaurus (Salta, gr. sauros „Echse“) ist nach der argentinischen Provinz Salta im Nordwesten Argentiniens benannt, in der die ersten Fossilien entdeckt wurden.
McIntosh (1990) betrachtete Titanosaurus robustus sowie Titanosaurus australis als weitere Arten von Saltasaurus (Saltasaurus robustus und Saltasaurus australis). Diese beiden Saltasaurus-Arten werden heute nicht mehr anerkannt. Während Titanosaurus australis als eigenständige Gattung betrachtet wird (Neuquensaurus), gilt Titanosaurus robustus als Nomen dubium (zweifelhafter Name), das identisch mit Neuquensaurus oder mit Saltasaurus sein könnte.